# Бохово
Бохово (пол. Bochowo, нім. Bochow) — село в Польщі, у гміні Чарна Домбрувка Битівського повіту Поморського воєводства.
Населення — 141 особа (2011).
У 1975-1998 роках село належало до Слупського воєводства.

## Демографія
Демографічна структура станом на 31 березня 2011 року:
|          | Загалом | Допрацездатний вік | Працездатний вік | Постпрацездатний вік |
| -------- | ------- | ------------------ | ---------------- | -------------------- |
| Чоловіки | 65      | 23                 | 38               | 4                    |
| Жінки    | 76      | 27                 | 41               | 8                    |
| Разом    | 141     | 50                 | 79               | 12                   |